# Тяжёлый огнемёт

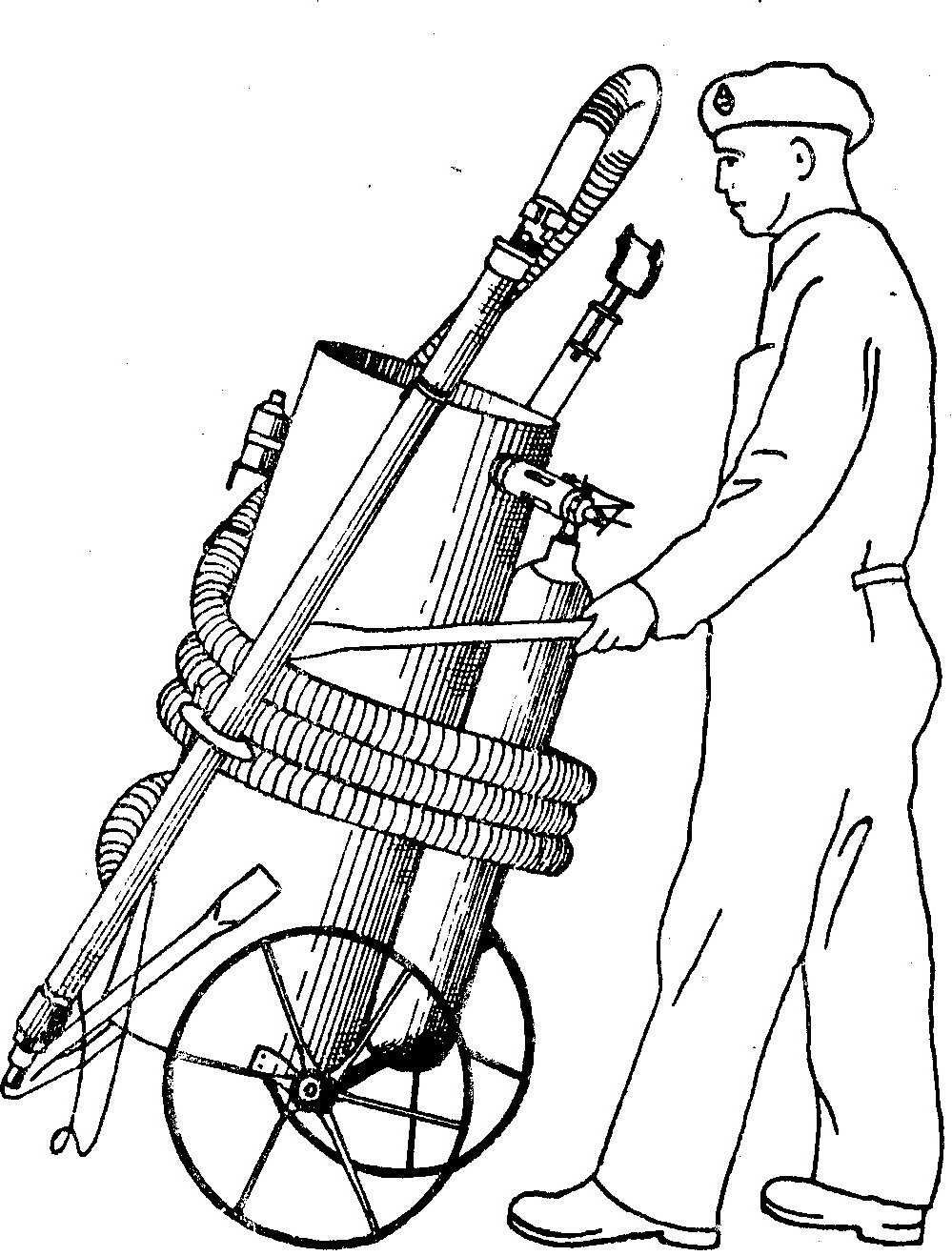
Схема транспортирования тяжёлого огнемёта при помощи колёсного лафета, 1940 год

Тяжёлый огнемёт — разновидность струйного огнемёта. 
Тяжёлый огнемёт характеризуется высокими огневой мощью и дальностью стрельбы, повышенным запасом огнесмеси, большой массой и требованием расчёта из нескольких огнемётчиков для обслуживания. Предназначается преимущественно для усиления обороны. Тяжёлые огнемёты, как правило, размещаются на лафетах.

## История

### Первая мировая война и межвоенный период
Первые тяжёлые огнемёты появились приблизительно в то же время, что и ранцевые, и, как и последние, начали активно использоваться в Первую мировую войну. Тяжёлые огнемёты этого периода обычно представляли собой простые цилиндрические резервуары с баллоном со сжатым газом и скобами для ручной переноски, подсоединённые с помощью дугообразной выводной трубы с краном и гибкого рукава к брандспойту.
Тяжёлые огнемёты периода Первой мировой войны:
- Grossflammenwerfer («Гроф»)
- «Огнемёт №1»
- Тяжёлый огнемёт системы Винсента
- Тяжёлый огнемёт системы Ливенса
- Траншейный огнемет системы Товарницкого
- Фугасный огнемет «СПС»

### Вторая мировая война
- Mittlerer Flammenwerfer
- ФОГ-1
- ФОГ-2
- Abwehrflammenwerfer 42

### Послевоенный период

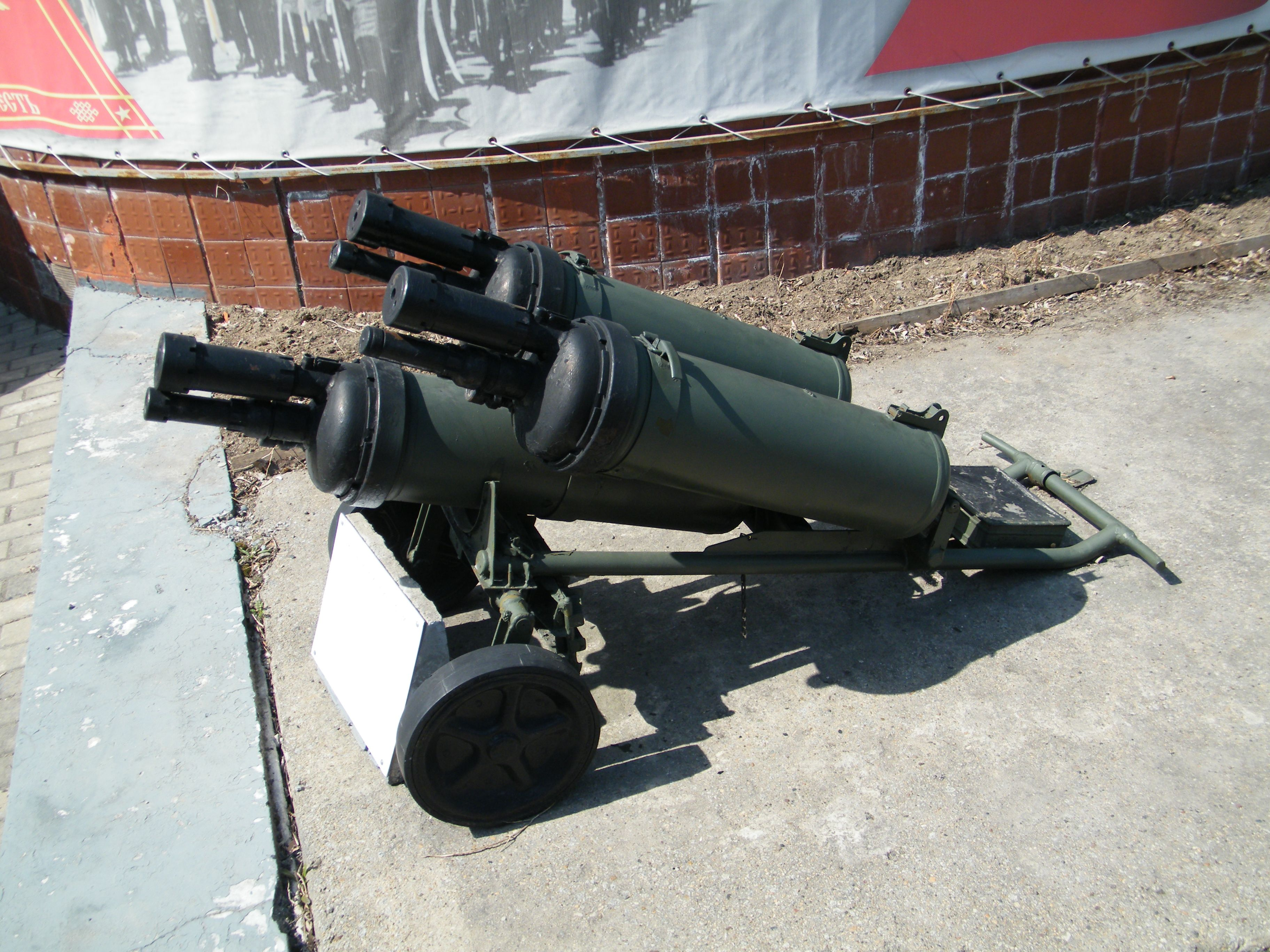
Тяжёлый пехотный огнемёт ТПО-50 в Музее КДВО (Хабаровск)

В 1950-е годы в Союзе ССР был разработан тяжёлый пехотный огнемёт ТПО-50 (а впоследствии — и его модификация ТПО-50М) с тремя сменными стволами, установленный на колёсном лафете. Данный образец оружия продолжает состоять на вооружении армий России и некоторых других государств.